# تومازو ألبينوني
مؤلف موسيقى كلاسيكية إيطالي وعازف كمان توفي في 17 يناير 1751 بالبندقية في جمهورية البندقية.

## حياته
ولد في البندقية وتوفي فيها. ولُقّب بـ «عازف الكمان الهاوي من البندقية» ذلك أن ثراء أسرته جعله غير مرغم على العمل ليكسب قوته. وعاش معظم حياته في البندقية، وكان يقوم ببعض الزيارات إلى خارجها بين الحين والآخر. وبسبب عرض أوبراه «غريزلدا» Griselda عام 1703م في مدينة فلورنسة فقد أقام فيها بعض الوقت مع حاشية الدوق دي ميديتشي Dei Medici. وقد نظم حفلات موسيقية عام 1722م في مدينة موناكو البافارية بمناسبة زواج ولي العهد الأمير ألبير البافاري من ابنة الإمبراطور فرانز جوزيف الأول.

## أسلوبه الموسيقي
اشتهر ألبينوني بقطعته البطيئة الحركة اداجيو ذات اللحن الانسيابي والشاعري وعرفت باسمه «أداجو ألبينوني» Adagio d'Albinoni، وقد وضعت للأرغن والوتريات من مقام صول الصغير (G Minor).
يحتل ألبينوني مكانة رفيعة في تاريخ موسيقى الآلات، ولاسيما في الحوارية (الكونشرتو)، وفي السوناتا (لآلتين أو لثلاث أو لأكثر)، وقد وضعته أعماله لموسيقى الآلات في مقدمة مؤلفي الموسيقى في مدينة البندقية، في زمانه، إلى جانب فيفالدي ومارتشيلّو وغيرهما. وكان يوهان سيباستيان باخ يحترم ألبينوني وفنه احتراماً عظيماً حتى إنه استلهم من ألحانه قطعتين موسيقيتين من نوع التسلل (الفوغة) للأرغن.

## أعماله
ونتاج ألبينوني الموسيقي كبير فهو يضم نحو خمسين أوبرا منها: «زنوبيا ملكة تدمر»، و«إ نجلبرتا» (Engelberta (1709 و«كانداليده» (Candalide (1734، وعدد من الحواريات والسوناتات والسيمفونيات ورقصات الباليه.
- أداجيو إن صول مينور

### إصدارات أخرى
- أداجيو (لارا فابيان)

## روابط خارجية
- تومازو ألبينوني على موقع IMDb (الإنجليزية)
- تومازو ألبينوني على موقع الموسوعة البريطانية (الإنجليزية)
- تومازو ألبينوني على موقع ألو سيني (الفرنسية)
- تومازو ألبينوني على موقع ميوزك برينز (الإنجليزية)
- تومازو ألبينوني على موقع أول موفي (الإنجليزية)
- تومازو ألبينوني على موقع قاعدة بيانات الأفلام السويدية (السويدية)
- تومازو ألبينوني على موقع إن إن دي بي (الإنجليزية)
- تومازو ألبينوني على موقع أول ميوزيك (الإنجليزية)
- تومازو ألبينوني على موقع ديسكوغز (الإنجليزية)
- تومازو ألبينوني على موقع قاعدة بيانات الفيلم (الإنجليزية)